# El manzano azul
El manzano azul es una película venezolana dirigida y escrita por Olegario Barrera y estrenada en el 2012. 

## Sinopsis
protagonizada por Diego, un muchacho de ciudad de unos 11 años, marcado por serias carencias afectivas, que se ve obligado a pasar unas vacaciones con su abuelo Francisco (Miguel Ángel Landa), a quien apenas conoce, en una pequeña finca ubicada en las montañas de los Andes venezolanos. 
En medio de un ambiente que le resulta hostil, sin televisión, sin celular, incluso sin luz eléctrica y con un frío que cala hasta los huesos, Diego vive una experiencia que lo marca para toda la vida. En ésta aventura tienen que ver el abuelo y un manzano que extrañamente decidió ser azul y guarda, cerca de sus raíces, un gran secreto.

## Estreno
- Venezuela: 17 de marzo de 2012 (Caracas).